# Daniel Barbaro
Daniel Mateu Alvise Barbaro més conegut com a Daniel Barbaro (venecià: Daniel Barbaro; Venècia, 8 de febrer de 1514 - Udino, 13 d'abril de 1570), va ser un cardenal, patriarca catòlic i humanista italià estudiós de la filosofia, la matemàtica i l'òptica. És conegut com a traductor i comentarista del tractat De architectura de Vitruvi i el tractat de La práctica de perspettiva.

## Biografia

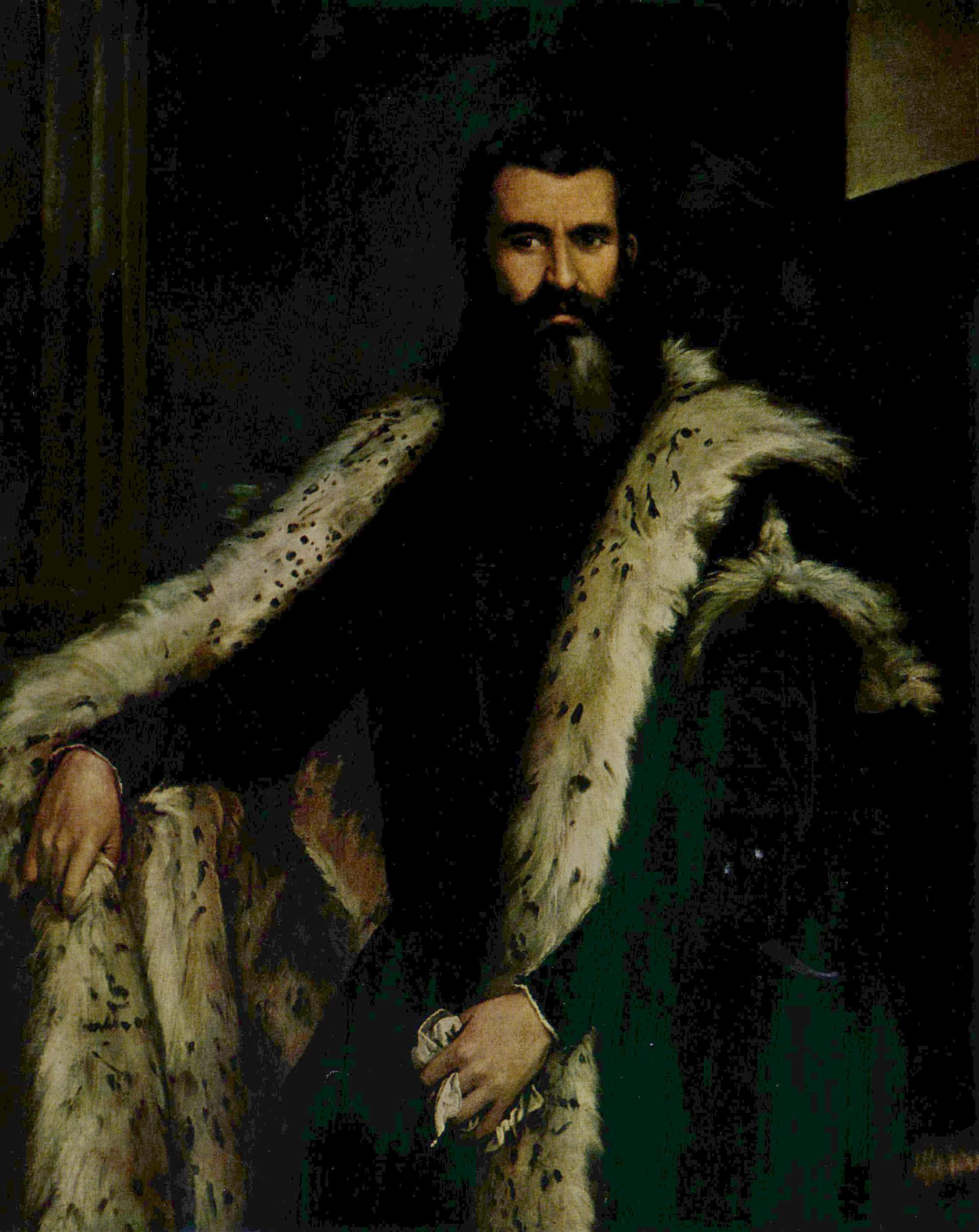
Retrat de cavaller amb pell de Paolo Veronese, identificat com retrat de Barbaro.

Va néixer a Venècia, fill de Francesco di Daniele Barbaro i Elena Pisani, la filla del banquer Alvise Pisani. Barbaro va estudiar filosofia, matemàtica i òptica de la Universitat de Pàdua. Ha estat documentat, com obra seva,el disseny del jardí botànic de la universitat de Pàdua.
Barbaro va servir a la República de Venècia com a ambaixador en la cort d'Elisabet I d'Anglaterra a Londres, i com a representant al Concili de Trento. El seu nomenament com a cardenal va poder haver estat secret (in pectore) per evitar causar complicacions diplomàtiques. El 1550 va ser escollit Patriarca d'Aquileia, un nomenament eclesiàstic que requeria l'aprovació del Senat de Venècia.
A la mort del seu pare, va heretar una finca al costat del seu germà Marcantonio Barbaro. Es va encarregar a l'arquitecte Andrea Palladio que dissenyés la que ara és coneguda com a Villa Barbaro, declarada Patrimoni de la Humanitat.
Daniel Barbaro i Palladio van visitar plegats Roma; l'arquitectura de la villa reflecteix el seu interès pels antics edificis que van veure allà. L'interior de la casa està decorada amb frescs de Paolo Veronese, qui també va pintar retrats a l'oli de Daniel, un que el mostra vestit com un aristòcrata venecià, i altre que ho mostra amb sotana o vestit clerical.
La fama de Barbaro és principalment deguda a la seva vasta producció en les arts, les lletres i les matemàtiques. Principalment va ser un culte humanista, era amic i admirador de Torquat Tasso, mecenes d'Andrea Palladio, i deixeble de Pietro Bembo. Francesco Sansovino ho va considerar com un dels tres millors arquitectes venecians, juntament amb Palladio i el seu pare Jacopo Sansovino.

## Obres

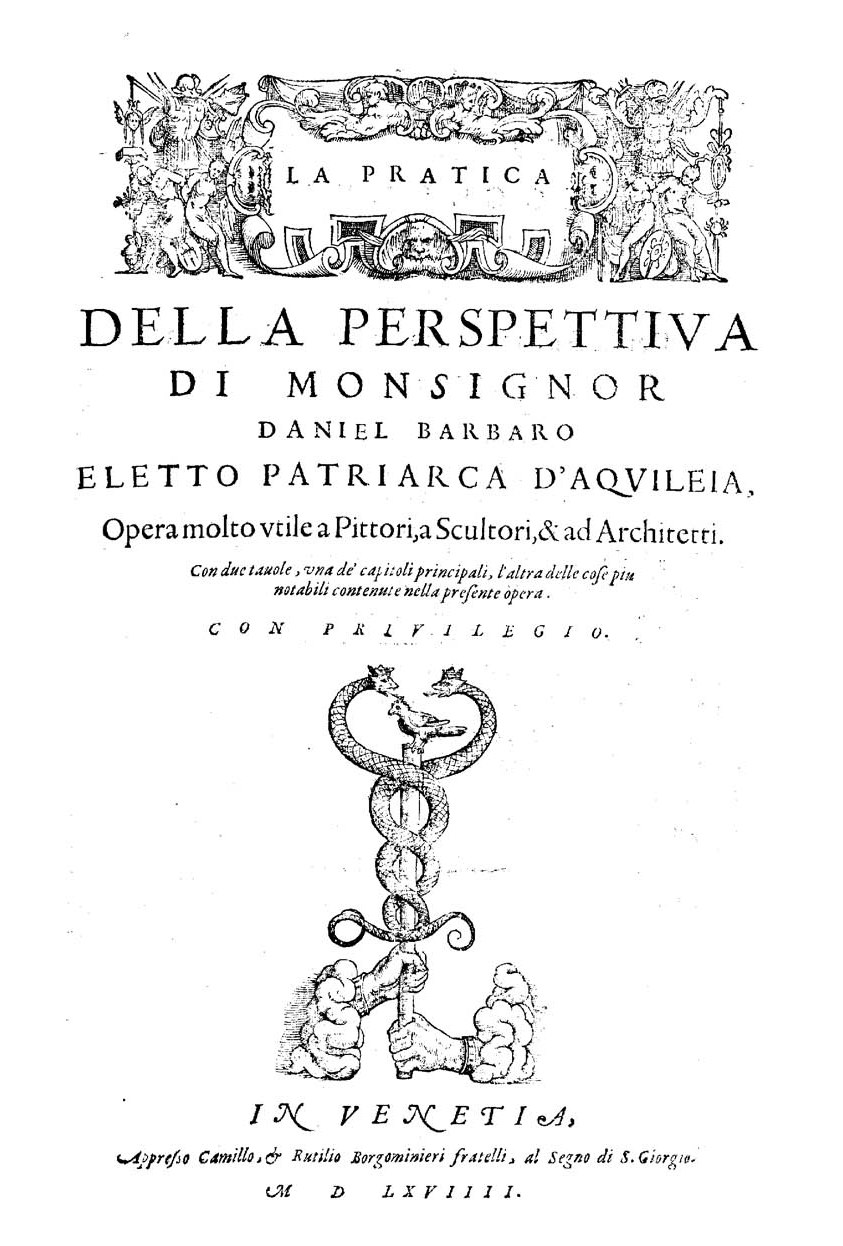
Pratica della perspettiva, 1569

- (1542) Exquisitae en Porphyrium Commentationes.
- (1542) Predica de sogni, publicat sota el pseudònim del reverend pare Hypneo da Schio.
- (1556) Una traducció a l'italià amb un comentari extens de Vitruvi "Deu Llibres d'Arquitectura, publicat com Dieci di libri dell'architettura M. Vitruvio. L'obra va ser dedicada al cardenal Hipólito II d'Este, patró de la Villa d'Este a Tivoli.
- (1567) Dell Eloquenza, Diálogo.
- (1568) La practica della perspettiva, un llibre sobre la perspectiva per als artistes i arquitectes. En aquest tractat es descriu com utilitzar una lent amb una cambra fosca.
- Un tractat sense publicar i sense acabar sobre la construcció de rellotges de sol: De Horologiis describendis escrito de demanda, Venècia, Biblioteca Marciana, Cód. Lat. VIII, 42, 3097).